# خوزه آنتونیو کارو (بازیکن فوتبال، زاده ۱۹۹۴)
خوزه آنتونیو کارو (انگلیسی: José Antonio Caro؛ زادهٔ ۳ مهٔ ۱۹۹۴) بازیکن فوتبال اهل اسپانیا است.
از باشگاه‌هایی که در آن بازی کرده‌است می‌توان به باشگاه فوتبال رئال وایادولید اشاره کرد.